# Bạc nitride
Bạc nitride là một hợp chất vô cơ có công thức hóa học Ag3N. Nó là một chất rắn màu đen trông như kim loại được hình thành khi bạc oxit hoặc bạc nitrat được hòa tan trong dung dịch amonia đậm đặc, gây ra sự hình thành phức hợp bạc diamin sau đó phân hủy thành Ag3N. Năng lượng tự do tiêu chuẩn của hợp chất này khoảng +315 kJ/mol, làm cho nó trở thành một hợp chất endothermic phân hủy dễ nổ tạo thành bạc và khí nitơ.

## Lịch sử
Bạc nitride trước đây được gọi là bạc fulminating, nhưng điều này có thể gây nhầm lẫn với bạc fulminat hoặc bạc azua, các hợp chất khác cũng được gọi bằng tên này. Các hợp chất fulminat và azua không hình thành từ các dung dịch amonia của Ag2O. Bạc fulminating lần đầu tiên được điều chế vào năm 1788 bởi nhà hóa học người Pháp Claude Louis Berthollet.

## Tính chất
Bạc nitride không tan trong nước, nhưng phân hủy trong axit vô cơ; khi phân hủy là thuốc nổ trong các axit cô đặc. Nó cũng dần phân hủy trong không khí ở nhiệt độ phòng và phát nổ khi nung đến 165 ℃.

## Nguy hiểm
Bạc nitride thường được sản xuất vô tình trong các thí nghiệm từ các hợp chất bạc và amonia, dẫn tới các vụ nổ bất ngờ. Bạc oxit trong dung dịch amonia 1,52 M dễ dàng biến đổi thành nitride, trong khi bạc oxit trong dung dịch 0,76 M không hình thành nitride. Bạc oxit cũng có thể phản ứng với amonia khô để hình thành Ag3N. Bạc nitride nguy hiểm hơn khi khô; bạc nitride khô là một chất nổ có thể phát nổ từ chạm nhẹ, thậm chí một giọt nước rơi xuống. Nó cũng nổ khi ướt, mặc dù ít hơn và các vụ nổ không lan truyền tốt trong các vết ướt của hợp chất.

## Sử dụng khác
Tên "bạc nitride" đôi khi cũng được sử dụng để mô tả một lớp phủ phản chiếu bao gồm các lớp mỏng xen kẽ của kim loại bạc và silic nitride. Vật liệu này không phải là chất nổ và không phải là một bạc nitride thật sự. Nó được sử dụng để gương phản chiếu và súng ngắn.